# 皂角林之战
皂角林之战，1161年（金海陵王正隆六年，宋高宗绍兴三十一年）十月，南宋军队在皂角林（今江苏省扬州市江都区南三十里）击败金朝军队的一次作战。
金帝完颜亮大举攻宋，十月，金军攻克扬州后，为抢占扬州瓜洲渡口，由此渡过长江南下，命万户高景山率骑兵攻瓜洲镇。宋朝江淮、浙西制置使刘锜，命镇江府左军统领员琦率军迎击。十月二十六日，员琦与统制官贾和仲、吴超等人于皂角林迎战金军。宋朝中军第四将王佐以步卒百余人在皂角林内设伏。员琦率军与金军激战，因力量悬殊，身陷重围，弃马与金军死战，将金军诱到设伏圈内，宋军伏兵突起，强弓劲弩齐发。金军被突袭，运河河岸地势狭窄，难以发骑兵优势，被迫撤退。员琦率军追击，大破金军，斩杀万户高景山，俘数百人。